# Domus dei Coiedii
La Domus dei Coiedii è una domus (abitazione privata) di epoca romana che fa parte del parco archeologico della città romana di Suasa, a Castelleone di Suasa (AN).

## Storia
La sua scoperta risale agli scavi archeologici effettuati dal dipartimento di archeologia dell'Università di Bologna, tra il 1987 e gli anni novanta. Gli scavi e gli studi hanno permesso di ricostruire l'evoluzione edilizia dell'antica domus.

## Prima fase
Una prima domus è stata edificata nel I secolo a.C., tracce di questa fase rimangono in parte della planimetria attuale che ricalca la prima fase e attraverso saggi di scavo che hanno portato alla luce fondazioni, muri e pavimentazioni del I secolo a.C. circa 50 cm sotto l'attuale piano di calpestio.
La domus si affacciava per 10 metri sulla strada principale della città, il cardine massimo, e si estendeva in profondità nell'isolato per circa 30 m. Aveva la tipica struttura "standard" delle domus con due stanze laterali all'ingresso bipartito (in vestibulum e fauces) dal quale si accedeva all'atrio di tipo tuscanico con tetto aperto a compluvium sorretto da travi di legno fissate nelle pareti e la vasca dell'impluvium che raccoglie l'acqua piovana, della quale è rimasta la sottofondazione in ciottoli di fiume, i pozzetti per la decantazione dell'acqua e la canaletta di scarico.
Attorno all'atrio si dispongono le diverse stanze che affacciandosi sull'atrio ricevevano l'illuminazione naturale; si possono riconoscere due cubicula (camere da letto) pavimentate a mosaico con tesserine di calcare bianco e rosa, il lararium (la stanza dei Lari, con funzione religiosa e d'archivio domestico) pavimentata con un mosaico bianco a cornice nera e soglia stilizzata a mosaico con stelle a quattro punte ed affrescata con pitture in terzo stile pompeiano, infine le alae (ambienti laterali) con una pavimentazione in cocciopesto rosso con inserti di pietre colorate a cui si sovrapporrà, nella seconda fase, una pavimentazione a mosaico bianco.
Proseguendo sull'asse della casa dall'atrio si accede al tablinum: qui si incontra il primo mosaico figurato della domus: il "mosaico del satiro ebbro". Dal tablino si poteva accedere alla parte retrostante della casa: l'hortus piccolo spazio verde domestico.
La casa così strutturata è stata frequentata dall'edificazione avvenuta nel I secolo a.C. fino all'ampliamento e ristrutturazione avvenuti agli inizi del II secolo d.C. Già in questo periodo la proprietà della casa era della famiglia dei Coiedii.

## Ladomuse lagens Coiedia
La gens Coiedia è attestata da tre iscrizioni: la prima già ritrovata in un punto non meglio precisato dell'area urbana di Suasa nell'Ottocento e nota a Theodor Mommsen che l'ha trascritta in C.I.L. XI, 6163 narra il cursus honorum di Lucio Coiedio Candido, vissuto nel I secolo d.C. sotto l'imperatore Claudio, senatore romano, tribuno militare della Legio VIII Augusta e questore dell'erario di Saturno. Questa era un'iscrizione celebrativa pubblica che la municipalità suasana aveva dedicato a questo illustre personaggio ed era affissa in un luogo pubblico, probabilmente il foro della città.
Un frammento della copia privata di questa iscrizione che fu conservata dalla famiglia dei Coiedii nella propria abitazione è stata ritrovata nel 1992 all'interno della domus, nella piscina natatoria, ed ha reso possibile il collegamento tra la lussuosa abitazione e la storia di questo personaggio e la sua famiglia.
Una terza iscrizione ritrovata nel 1971 a Banasa, (Marocco) nota coma Tabula Banasitana (C.I.L. AE 1971, 534) ci dà testimonianza dell'esistenza di un certo Coiedius Maximus, governatore della Mauretania. L'importanza della iscrizione risiede nel fatto che datandosi al 168/169 d.C. testimonia il perdurare della fortuna della famiglia dei Coiedii che proprio all'inizio del II secolo d.C. attua un ampliamento della propria dimora suasana.

## Seconda fase

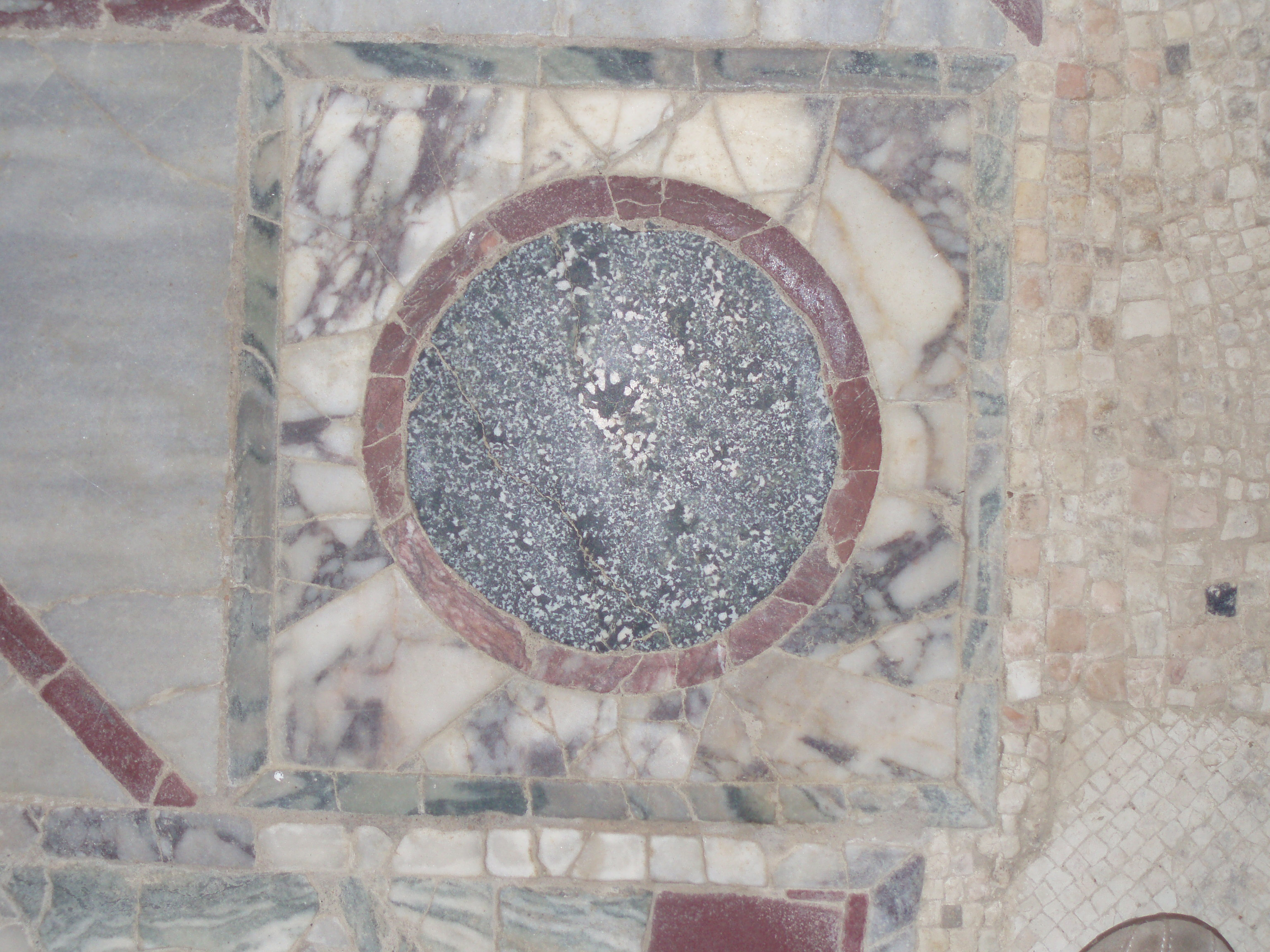
Particolare dell'opus sectile che decora il triclinio

Nei primi decenni del II secolo, anni 120/140 circa, la famiglia dei Coiedii decide di ampliare la propria dimora a spese delle domus vicine. Queste vengono acquisite ed abbattute a terra e si attua una ristrutturazione e ampliamento della domus le cui dimensioni arrivano a 35 x 105 m, circa 3500 m2.
Mentre l'impianto della dimora originaria, pur con i dovuti interventi di ripavimentazione, rimane invariato, ricalcando gli ambienti del I secolo, le stanze che insistono sulle altre domus sono costruite secondo un nuovo progetto unitario che tiene conto delle nuove dimensioni della domus e non delle vecchie domus ormai abbattute.
È in questa fase che viene realizzato il nucleo di mosaici e i cicli pittorici ad affresco che abbelliscono la casa.
L'hortus viene sostituito con un nuovo e più ampio atrio tetrastilo (con il compluvium sorretto da quattro colonne) che rimane decentrato lateralmente rispetto al nuovo asse della domus. Sull'atrio tetrastilo si affacciano due sale di rappresentanza pavimentate con dei mosaici (il "mosaico dell'acanto" e il "mosaico a cassettoni").
Al centro di simmetria della pianta della domus è collocato l'oecus tricliniare, la sala dei banchetti, che viene ad essere l'ambiente più importante. La pavimentazione vede un'ampia cornice musiva entro cui è collocato un opus sectile rettangolare, cioè un pavimento in pietre intagliate e intarsiate. Questa pavimentazione veniva riservata agli ambienti, pubblici o privati, più prestigiosi in quanto era considerata la tecnica di pavimentazione più preziosa che si conoscesse. Per realizzare questo opus sectile sono stati utilizzati 16 diversi tipi di pietre (porfido, marmo cipollino, portasanta, porfido verde antico, marmo rosso antico, pavonazzetto, giallo antico, bigio antico, brecce coralline) che furono intagliate sul posto e successivamente messe in opera. La decorazione è geometrica e presenta una cerca simmetria mai perfetta, che viene interrotta o dall'uso di pietre differenti o da piccole variazioni geometriche. Ai piedi della parete Est sul tappeto musivo bianco sono stati introdotti dei simboli gladiatori stilizzati (una lancia, una verga, un pugnale, una palma, la protezione dell'avambraccio e uno scudo o ruota). La presenza di questi simboli ha fatto ipotizzare che si trattasse di un modo per esplicitare agli occhi degli ospiti che convenivano per i banchetti, l'attività di promozione o organizzazione dei giochi gladiatori nel vicino anfiteatro che la famiglia dei Coiedii poteva aver sostenuto.
Il triclinio era decorato con affreschi di color rosso e comunicava con due corridoi laterali tramite quattro porte e attraverso una quinta porta centrale si aveva accesso al corridoio del peristylium.
Questo era un estesissimo giardino chiuso ai lati da tre ale di stanze che vi si affacciavano tramite un portico, ed occupava circa metà della superficie della domus. Nell'ala Sud, parzialmente scavata, si sono recuperati tre ambienti che venivano frequentati in estate, infatti si è visto che il piano di calpestio è ribassato di un metro rispetto alle altre stanze e quindi gli ambienti che si affacciavano sul giardino erano all'epoca parzialmente interrati per poterli più facilmente mantenere freschi. Queste stanze avevano pavimentazioni a mosaico (mosaico con cuori e pelte, mosaico dei cerchi allacciati, mosaico policromo del peristylium) e sono state recuperati anche consistenti crolli di affreschi in terzo stile pompeiano realizzati agli inizi del III secolo d.C.
Nella parte centrale del giardino sono stati trovati una piccola piscina semicircolare vicino al triclinio e simmetricamente tre stanze riscaldate che avevano probabilmente la funzione di piccole terme private.
L'ala Nord è stata interessata dopo il IV secolo d.C. dall'impianto sopra le stanze, prima di un quartiere produttivo, successivamente di due piccoli sepolcreti con sepolture umili e senza corredo databili al V secolo d.C., in una fase in cui la città probabilmente era stata parzialmente abbandonata.
Tra il triclinio e l'ala Sud del peristilio nel III secolo d.C. è stata ricavata una zona abitativa omogenea, forse destinata ad un nuovo nucleo familiare che si era formato, caratterizzata dal colore rosa dei mosaici. Questa zona è composta da tre stanze: una dieta, cioè una sala da pranzo pavimentata con il "mosaico di Medusa", e due cubicula (camere da letto) pavimentate con mosaici a motivo erotico, il primo detto "mosaico di Eros e Pan" ed il secondo "mosaico di Leda e il cigno". Le pareti era decorate con affreschi che sono stati recuperati in fase di crollo. Attualmente è stato restaurato e collocato al museo suasano l'affresco con "Atena e l'invenzione del flauto" che probabilmente si inseriva in un ciclo di affreschi dedicati alle muse.
Ad Ovest di questa zona si incontra un piccolo quartiere termale privato inglobato nell'abitazione. È costituito da una piscina natatoria, il praefurnium (sala della caldaia) in cui si riscaldava l'acqua per la piscina e si produceva il vapore che veniva fatto circolare attraverso le suspensurae nelle intercapedini sotto il pavimento e le pareti del calidarium (la sauna), che è pavimentato con un mosaico con cornice a treccia a doppio capo ed ha un émblema policromo a motivo marino (polpo e pesci) al centro di un motivo a "cerchi allacciati".

## Terza fase
A partire dal III secolo d.C. sono stati effettuati degli interventi di diversa entità che hanno modificato in parte la domus.
In particolare si ha la costruzione dell'"ambiente S", una stanza di 10x10 m circa, sopraelevata di 1 m rispetto al resto della casa, a cui si poteva accedere solamente dalla strada (cardine massimo) attraverso una scalinata. Di questa stanza si ignora la funzione, ma è stata avanzata l'ipotesi che poteva trattarsi di luogo di assemblea o di riunione, forse la sede di un collegium cittadino. L'ambiente è stato pavimentato con un grande mosaico policromo detto "mosaico di Tritoni e Nereidi", che vede in due campi distinti una coppia di delfini imbrigliati ed un polpo, e quattro coppie di Tritoni e Nereidi
Alla terza fase si fanno risalire anche alcuni interventi di restauro/rattoppo effettuati nel III secolo circa dai romani stessi per recuperare la funzionalità di alcune pavimentazioni (il mosaico a cassettoni e il mosaico dell'acanto). Inoltre si segnalano diverse tamponature e rifacimenti delle pavimentazioni in alcune stanze di servizio adiacenti alla strada.

## L'abbandono e l'oblio
La domus come tutta la città romana di Suasa si spopolò gradualmente tra III e VI secolo d.C. La guerra greco-gotica (535-553) fu l'evento bellico che determinò il definitivo abbandono della città romana che essendo una città di fondovalle non era militarmente difendibile. La popolazione si disperse e si spostò sulle alture circostanti fortificando le ville romane.
La domus fu anch'essa abbandonata e come tutta la città diventò una cava di materiali, prelevabili da chiunque passasse. Tracce di frequentazione tarda si ritrovano nelle stanze adiacenti alla strada ed è qui che sono state ritrovate una testa di Augusto e una statua acefala, oltre a molti materiali estranei al conteso abitativo provenienti da altri edifici della città e abbandonati in queste stanze che fungevano da ripostiglio.
Mentre la strada rimase sempre in uso, la domus lentamente crollò e fu ricoperta prima dalla vegetazione e successivamente da uno strato di terra che era trasportato dalla pioggia che dilavava la collina soprastante. Così nel giro di pochi decenni i ruderi della città e della domus furono progressivamente sommerse da uno strato di terra argillosa che le ha in parte preservate per i secoli seguenti.

## Oggi
Dopo secoli di oblio la domus è stata riportata alla luce da una serie di campagne di scavo svolte dall'università di Bologna e tuttora in corso nella zona del giardino. Tra il 11 e il 29 settembre 1989 i mosaici e l'opus sectile della domus sono stati oggetto di un cantiere didattico dell'Istituto Centrale per il Restauro che ha permesso il consolidamento e il restauro delle pavimentazioni. Il 24 giugno 2000 la domus è stata aperta al pubblico ed è il fulcro del Parco archeologico della città romana di Suasa.
Rimangono da scavare una piccola parte del giardino e il prospetto della domus sul cardine massimo, che è sotterrato dalla strada moderna e potrà essere portato alla luce solo dopo lo spostamento della stessa.

## Mosaici

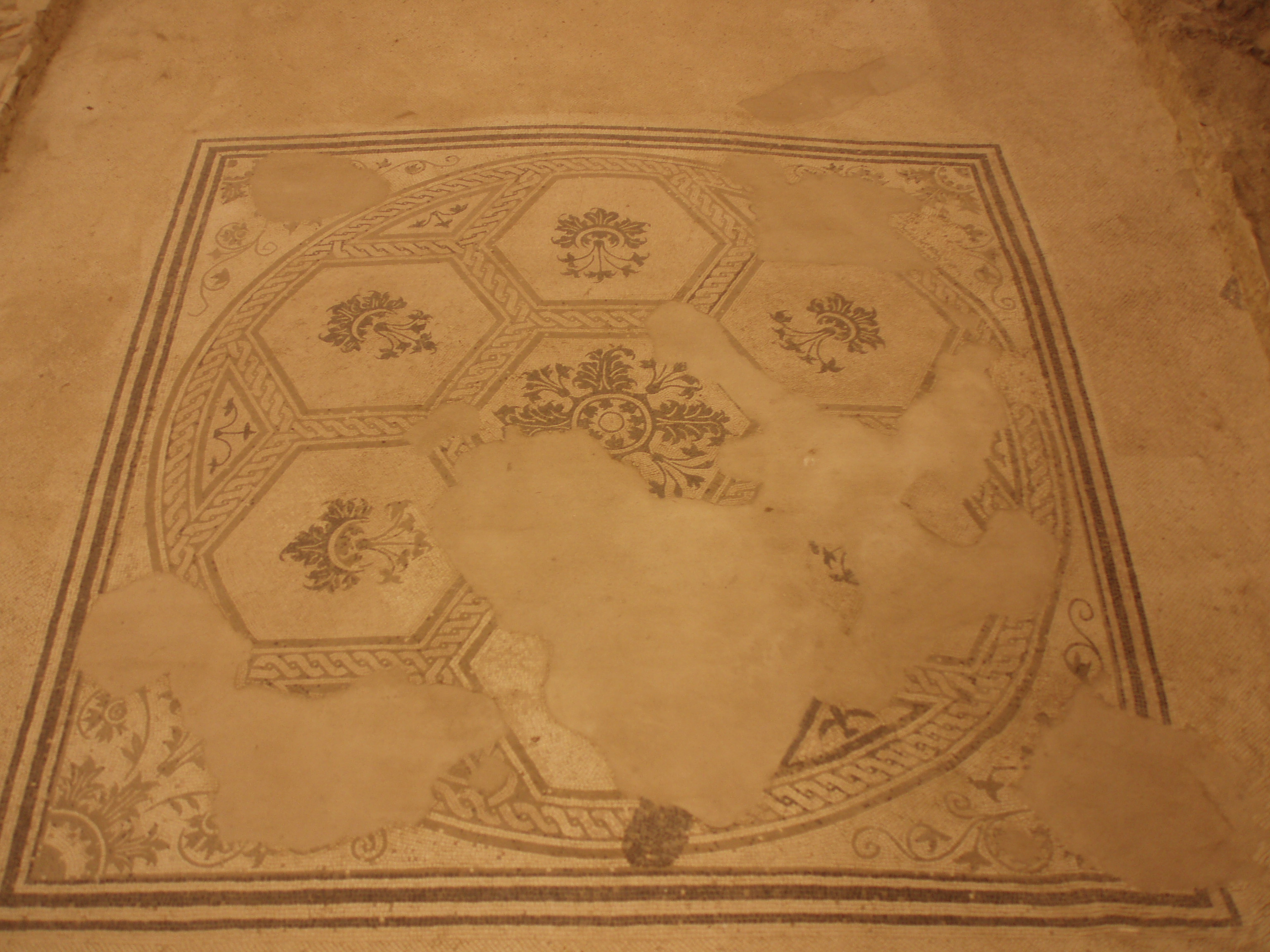
Mosaico dell'acanto.

- Mosaico del Satiro ebbro
- Mosaico dell'acanto
- Mosaico a cassettoni
- Mosaico con cuori e pelte
- Mosaico dei cerchi allacciati
- Mosaico policromo del peristylium
- Mosaico di Medusa
- Mosaico di Leda e il cigno
- Mosaico di Eros e Pan
- Mosaico del calidarium
- Mosaico di Tritoni e Nereidi

## Galleria d'immagini

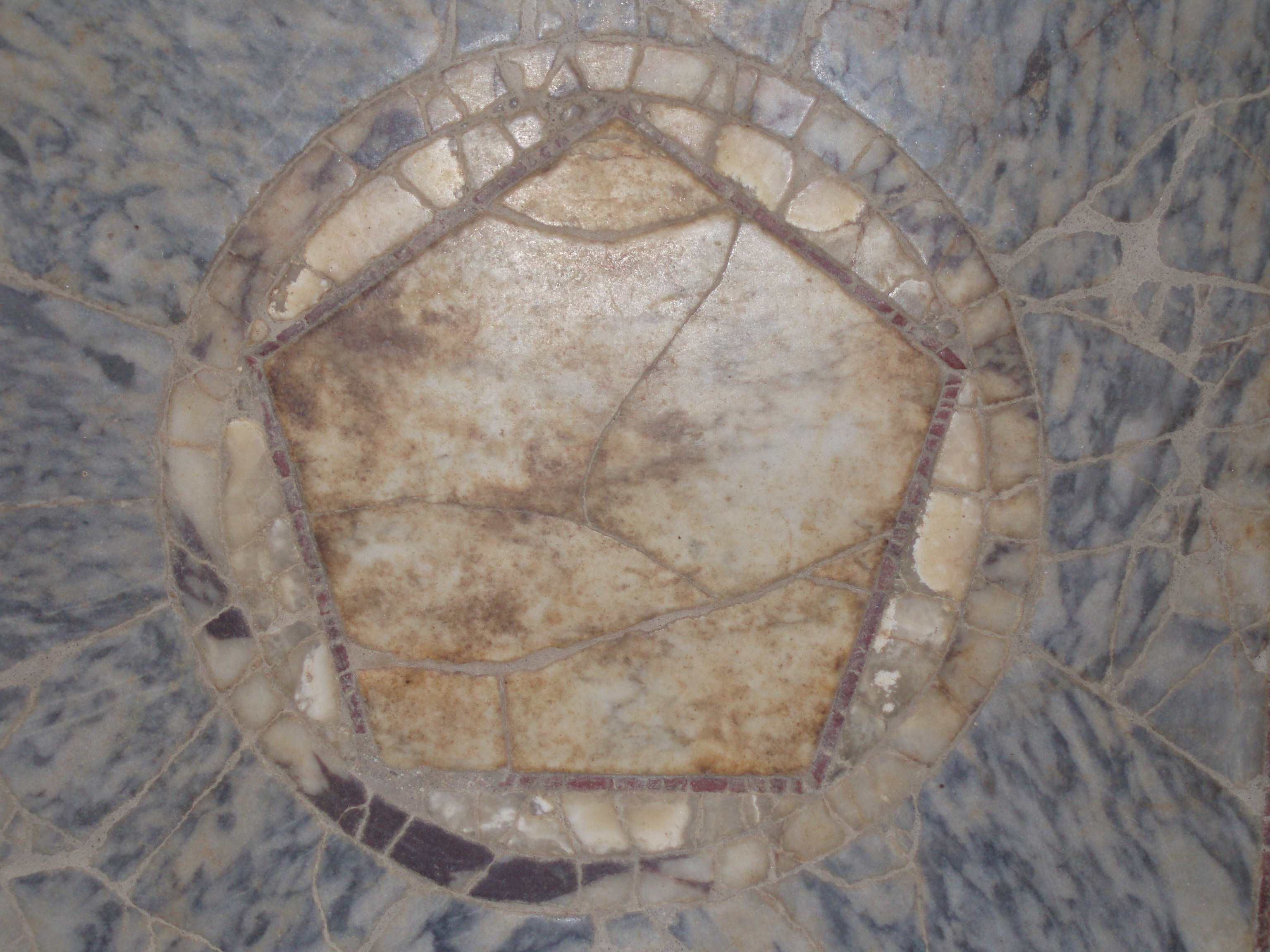
Opus sectile, particolare 1
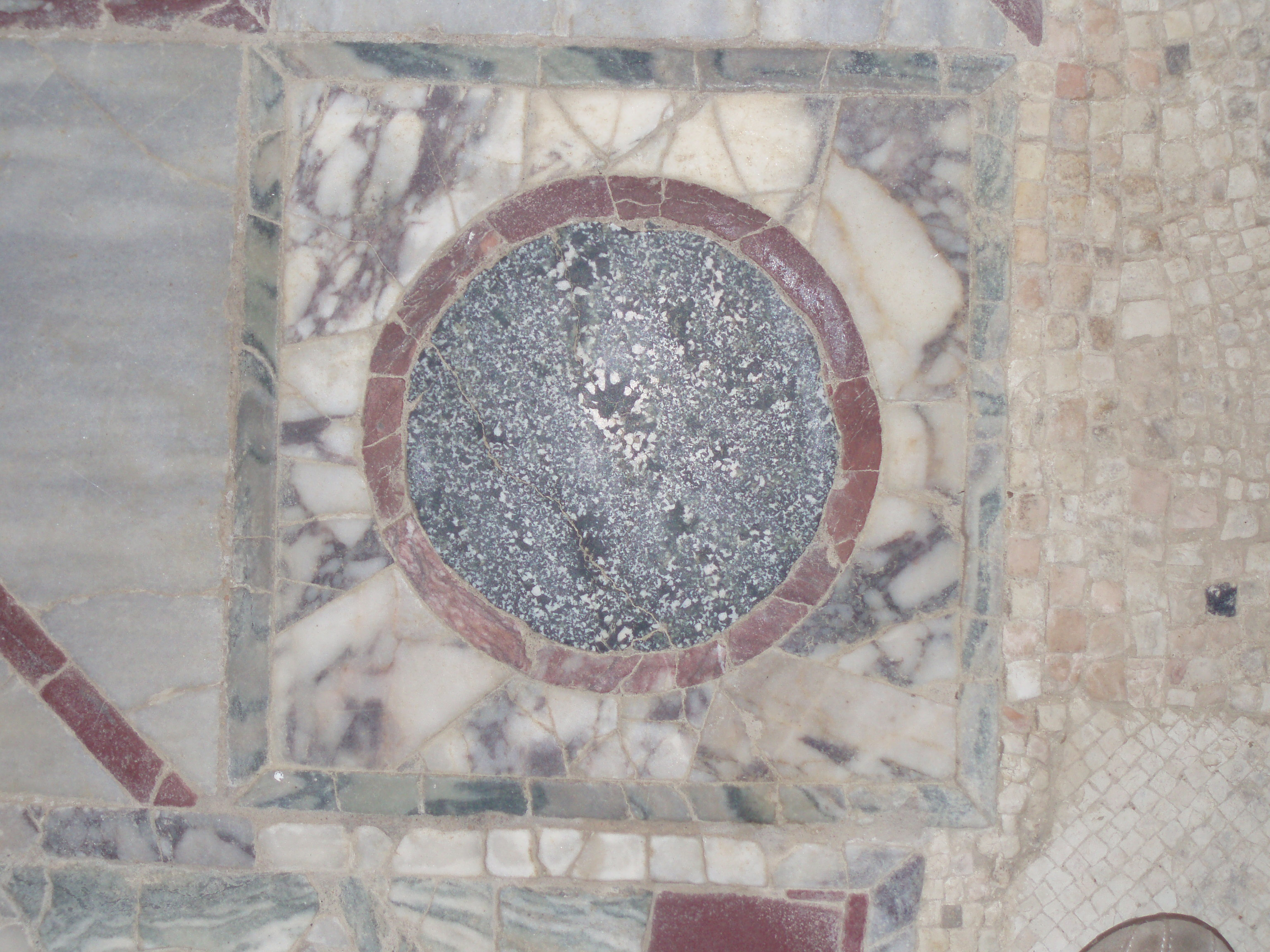
Opus sectile, particolare 2
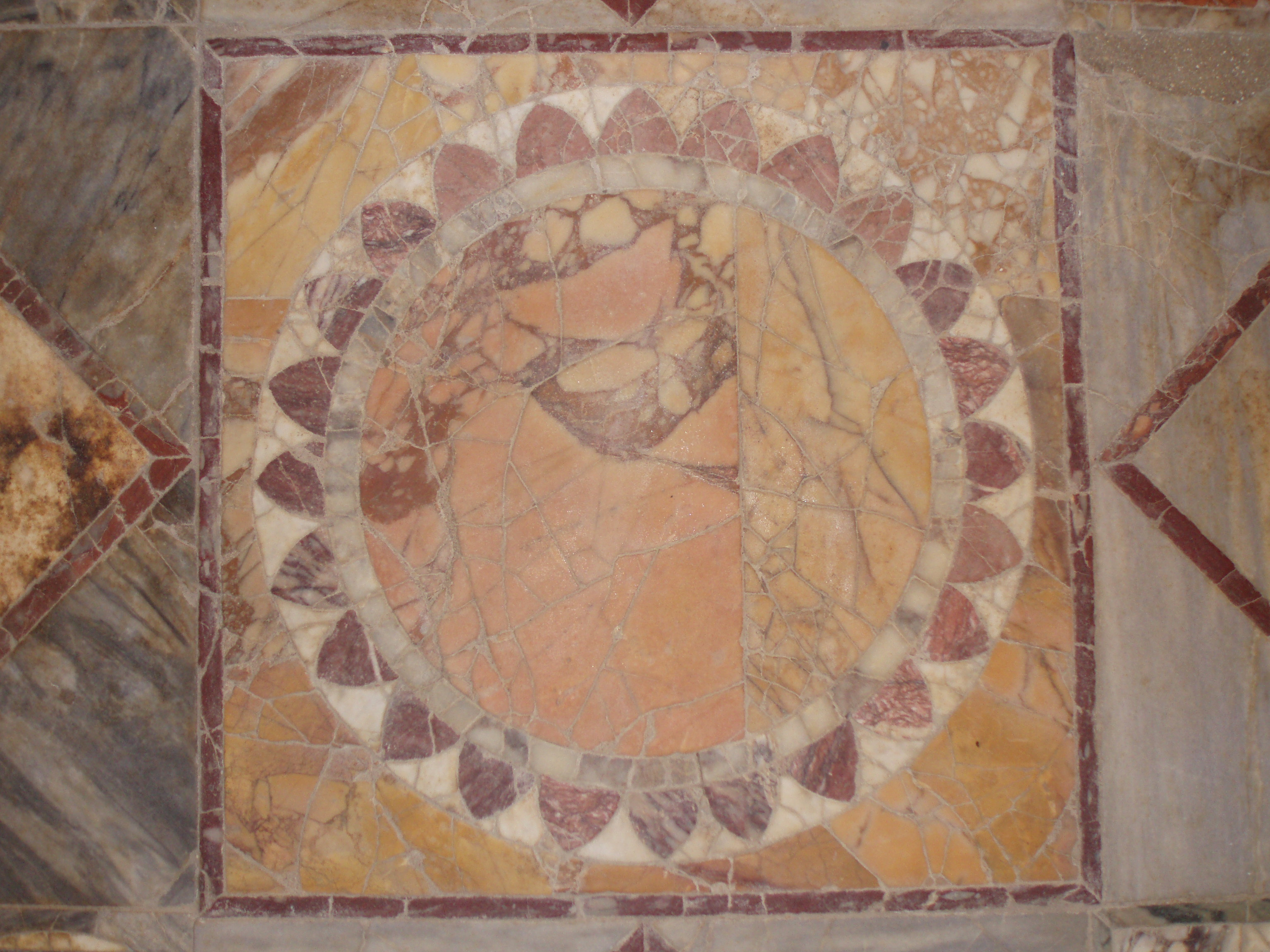
Opus sectile, particolare 3
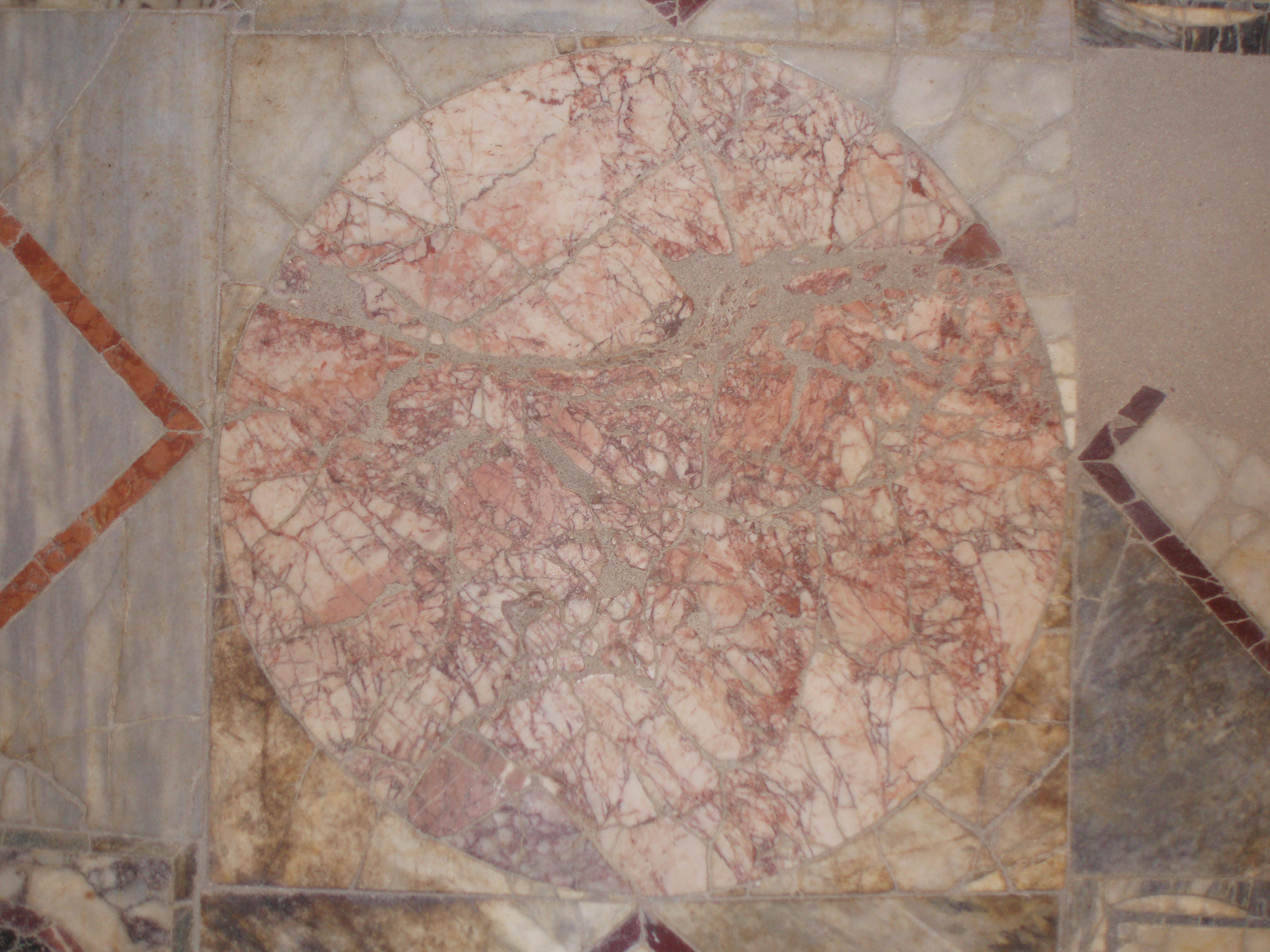
Opus sectile, particolare 4